# رابین دیکسون
رابین دیکسون (انگلیسی: Robin Dixon, 3rd Baron Glentoran؛ زادهٔ ۲۱ آوریل ۱۹۳۵) ورزشکار بابسلد اهل بریتانیا است.